# South Fur Island
South Fur Island är en ö i territoriet Falklandsöarna (Storbritannien). Den ligger i den västra delen av landet. Arean är 0,53 kvadratkilometer.
Terrängen på South Fur Island är mycket platt. Öns högsta punkt är 12 meter över havet. Ön sträcker sig 1,1 kilometer i nord-sydlig riktning, och 1,2 kilometer i öst-västlig riktning. South Fur Island är täckt av hed.